# 예천천문과학문화센터
예천천문과학문화센터는 천문과학을 연구하고 보급하는 천문인과 국민 모두에게 과학문화를 널리 보급하여 미래 과학기반 지지층 조성에 기여할 목적으로 2005년 10월 20일 설립허가된 대한민국 교육과학기술부 소관의 재단법인이다. 사무실은 경상북도 예천군 감천면 덕율리 91에 있다.